# Хёйланнет
Хёйланнет (норв. Høylandet) — коммуна в губернии Нур-Трёнделаг в Норвегии. Административный центр коммуны — город Хёйланнет. Официальный язык коммуны — нейтральный. Население коммуны на 2007 год составляло 1273 чел. Площадь коммуны Хёйланнет — 754,71 км², код-идентификатор — 1743.

## История населения коммуны
Население коммуны за последние 60 лет.

Статистика коммуны Хёйланнет